# Juan Vicente Mas Quiles
Juan Vicente Mas Quiles (Llíria, 25 de gener del 1921) és un compositor i director d'orquestra i banda valencià.

## Biografia
Sota la direcció de José Llopis, inicià els seus estudis musicals a l'escola de la Banda Primitiva de Llíria, d'on amb onze anys n'esdevingué primera flauta. Continuà la seua formació a la ciutat de València, al Conservatori estudiant d'harmonia (amb el mestre Sosa), piano (amb Consuelo Lapiedra), contrapunt i fuga, composició, instrumentació i orquestració. El 1940 completà les especialitats de flauta i direcció orquestral. Un cop passat el servei militar, entra el 1942 com a músic a la Divisió d'Infanteria número 1 de València. El 1946 guanyà les oposicions per a incorporar-se al cos de directors de música de l'Exèrcit, i el gener de l'any següent fou destinat a Sevilla per dirigir la banda del Regiment Soria número 9, fins a l'agost del 1955, en què fou traslladat al País Valencià, on dirigí diverses bandes militars. Del 1965 endavant compaginà les tasques militars amb la direcció de l'Orquestra Simfònica de València, fins a la dissolució d'aquesta el 1982, i la direcció d'orquestres d'espectacles lírics (generalment, sarsueles). També ha estat director convidat a orquestres i bandes, tant valencianes, com de l'Argentina, Estats Units, França, Bèlgica i Països Baixos.
Com a compositor, Mas Quiles té obres per a banda (pas-dobles, marxes de processó de Setmana Santa), himnes, música coral i tres obres infantils. També ha fet instrumentacions i transcripcions per a banda d'obres de Bach, Beethoven, Mússorgski i López-Chavarri, la Suite espanyola, Torre Bermeja i Triana d'Albèniz, l'obertura La gruta del Fingal de Mendelssohn, la suite Dolly de Fauré, les Kinderszenen de Robert Schumann i la suite Carmina Burana. Tant els arranjament de la Suite espanyola com el de Carmina Burana estan en el repertori de moltes bandes arreu d'Europa.
Va rebre el premi "Ejército" el 1973. Per les seues contribucions a l'entitat, va ser nomenat director honorari de la Banda Primitiva de Llíria el 1956.

## Obres
- Danza de los oficios, per a quintet de vent
- Fanfare for Three Herald Trumpets (2000)
- Himne a la Puríssima (2005)
- Himno de la División de Infantería Motorizada Maestrazgo número 3
- Inés de Portugal, sarsuela
- Marcha de los paracaidistas
- Scherzo en re menor, per a orquestra
- Sonatina (2003), per a piano
- Triunfa la pau (1950), marxa amb trompetes i tambors

### Per a banda
- División número 3 (1986), marxa militar
- Entrada en Jerusalén (1949), marxa fúnebre
- Esperanza Macarena (1948), marxa fúnebre
- Hacia el horizonte (1962), marxa
- Himne de la Banda Primitiva, amb lletra Arxivat 2007-07-01 a Wayback Machine. de J.Fernández Funes
- Marcha de los gladiadores (1962)
- Música per a banda (2000), en dos moviments[2]
- Nuestra Señora de las Nieves (1950), marxa de processó
- Recuerdo: Himno a los caídos
- Sones de triunfo (1963), marxa
- Virgen de la Piedad (1955), marxa fúnebre
- Virgen del Olvido, marxa de processó

- Pas-dobles: Al redoble del tambor (1955), Clarinera Major, De oro y plata, Dos sonrisas, Fiestas en Dax, Laurona, Olé mi morena (1963), Vicente Gerardo

### Per a cor
- Plegaria a Santa Cecilia (1998), per a cor i orquestra, amb lletra de Roberto Martín Montañés. N'hi ha versió per a banda

## Arxius de so
Entrada en Jerusalén, interpretat per la Banda Municipal de Sevilla

 Esperanza Macarena, interpretació de la Banda de Santa Cecilia de Sorbas Arxivat 2007-10-08 a Wayback Machine.

 Himne de la Banda Primitiva en MIDI Arxivat 2011-09-20 a Wayback Machine.

 Virgen de la Piedad interpretat per la Banda El Carmen de Salteras